# Trychosis
Trychosis är ett släkte av steklar. Trychosis ingår i familjen brokparasitsteklar.

## Dottertaxa tillTrychosis, i alfabetisk ordning[1]
- Trychosis albicaligata
- Trychosis albitarsis
- Trychosis ambigua
- Trychosis anagmus
- Trychosis apicalis
- Trychosis atripes
- Trychosis atrorubens
- Trychosis cameronii
- Trychosis coxalis
- Trychosis cyperia
- Trychosis depilis
- Trychosis exulans
- Trychosis fuscata
- Trychosis gradaria
- Trychosis indigna
- Trychosis ingrata
- Trychosis insularis
- Trychosis kathrynae
- Trychosis latidens
- Trychosis legator
- Trychosis maruyamana
- Trychosis montivaga
- Trychosis neglecta
- Trychosis nigra
- Trychosis nigripes
- Trychosis nigriventris
- Trychosis pauper
- Trychosis picta
- Trychosis priesneri
- Trychosis reflexa
- Trychosis samboensis
- Trychosis sanderi
- Trychosis semirubra
- Trychosis sibirica
- Trychosis similis
- Trychosis striata
- Trychosis subgracilis
- Trychosis suigensis
- Trychosis sulcata
- Trychosis tokioensis
- Trychosis tristator
- Trychosis yezoensis